# Liste des épisodes de Pandora Hearts
Cet article est un complément de l'article sur le manga Pandora Hearts. Il contient la liste des épisodes de la série animée.

## Génériques
- Générique d'ouverture

| Numéro | Épisodes | Titre           | Artiste         | 1re date de diffusion |
| ------ | -------- | --------------- | --------------- | --------------------- |
| 1      | 1 à 25   | Parallel Hearts | FictionJunction | 3 avril 2009          |

- Génériques de fin

| Numéro | Épisodes | Titre                | Artiste                        | 1re date de diffusion |
| ------ | -------- | -------------------- | ------------------------------ | --------------------- |
| 1      | 1 à 13   | Maze                 | savage genius feat. Tomoe Ohmi | 3 avril 2009          |
| 2      | 14 à 25  | Watashi wo Mitsukete | savage genius                  | 3 juillet 2009        |

## Liste des épisodes
|  | Épisodes adaptés (sans couleur d'arrière plan) |

|  | Épisodes filler (épisodes dont l’histoire ne correspond pas au manga, mais suit la trame originale). |

| No | Titre français                                              | Titre japonais         | Titre japonais               | Date de 1re diffusion |
| No | Titre français                                              | Kanji                  | Rōmaji                       | Date de 1re diffusion |
| -- | ----------------------------------------------------------- | ---------------------- | ---------------------------- | --------------------- |
| 1  | Innoncent Calm - Une paix innocente -                       | 罪なき平穏             | Tsumi Naki Heion             | 3 avril 2009          |
| 2  | Tempest of Conviction - L'orage de la condamnation -        | 断罪の嵐               | Danzai no Arashi             | 10 avril 2009         |
| 3  | Prisoner & Alichino - L'enfant égaré et le lapin noir -     | 迷い子と黒うさぎ       | Maigo to Kuro-Usagi          | 17 avril 2009         |
| 4  | Rendezvous - À la lumière du matin -                        | 朝日影の場所           | Asahikage no Basho           | 24 avril 2009         |
| 5  | Clockwise Doom - Une fin programmée -                       | 時計回りの悪夢         | Tokeimawari no Akumu         | 1er mai 2009          |
| 6  | Where Am I ? - Quel est ce lieu ? -                         | 食い違った現在地       | Kuichigatta Genzaichi        | 8 mai 2009            |
| 7  | Whisperer - L'appel des profondeurs -                       | 深淵からの呼び声       | Shin'en Kara no Yobigoe      | 15 mai 2009           |
| 8  | Question - Questionnements -                                | 隠者の問い掛け         | Inja no Toikake              | 22 mai 2009           |
| 9  | Malediction - La malédiction -                              | 呪いの言葉             | Noroi no Kotoba              | 29 mai 2009           |
| 10 | Grim - Déprimes -                                           | 重なる影               | Kasanaru Kage                | 5 juin 2009           |
| 11 | A Lost Raven - Le corbeau déchu -                           | 堕とされた鴉           | Otosareta Karasu             | 12 juin 2009          |
| 12 | Welcome to Labyrinth - Au pays des miroirs -                | 鏡の国                 | Kagami no Kuni               | 19 juin 2009          |
| 13 | Keeper of the Secret - L'habitant du souvenir -             | 歪んだ記憶の住人       | Yuganda Kioku no Jūnin       | 26 juin 2009          |
| 14 | Hollow Eye Socket - Le démon à l’œil rouge -                | 紅き隻眼の悪魔         | Akaki Sekigan no Akuma       | 3 juillet 2009        |
| 15 | Who Killed Poor Alice ? - Pour qui sont ces mots ? -        | 誰がための言葉         | Ta ga Tame no Kotoba         | 10 juillet 2009       |
| 16 | His name is... - Le héros et le garçon -                    | 英雄と少年             | Eiyū to Shōnen               | 17 juillet 2009       |
| 17 | Hello my sister ! - Une mélodie pleine de nostalgie -       | 懐旧の旋律             | Kaikyū no Senritsu           | 24 juillet 2009       |
| 18 | Elliot & Leo - Au sujet de la mort d'un certain serviteur - | とある従者の死について | Toaru Jūsha no Shi ni Tsuite | 31 juillet 2009       |
| 19 | The Pool of Tears - Un étang de larmes -                    | 涙の池                 | Namida no Ike                | 7 août 2009           |
| 20 | Modulation - Modulation -                                   | うつりゆく音           | Utsuriyuku Oto               | 14 août 2009          |
| 21 | Snow White Chaos - Des ténèbres d'un blanc pur -            | 純白のくろ             | Junpaku no Kuro              | 28 août 2009          |
| 22 | Countervalue of loss - La rétribution du désespoir -        | 失意の対価             | Shitsui no Taika             | 4 septembre 2009      |
| 23 | A Warp in the World - Un monde en mouvement -               | 軋む世界               | Kishimu Sekai                | 11 septembre 2009     |
| 24 | Kyrie - L'hymne à la compassion -                           | 憐れみの讃歌           | Awaremi no Sanka             | 18 septembre 2009     |
| 25 | Beyond the Winding Road - Au-delà de la négation -          | 否定の彼方へ           | Hitei no Kanata e            | 25 septembre 2009     |

### DVD japonais
1. ↑  « DVD Retrace I »
2. 1 2 3  « DVD Retrace II »
3. 1 2 3  « DVD Retrace III »
4. 1 2 3  « DVD Retrace IV »
5. 1 2 3  « DVD Retrace V »
6. 1 2 3  « DVD Retrace VI »
7. 1 2 3  « DVD Retrace VII »
8. 1 2 3  « DVD Retrace VIII »
9. 1 2 3  « DVD Retrace IX »

### DVD français
1. 1 2 3 4 5 6 7 8 9  « DVD Coffret 1 - Édition limitée »
2. 1 2 3 4 5 6 7 8  « DVD Coffret 2 - Édition limitée »
3. 1 2 3 4 5 6 7 8  « DVD Coffret 3 - Édition limitée »